# Реймонтув
Реймонтув (пол. Rejmontów) — село в Польщі, у гміні Стшельці Кутновського повіту Лодзинського воєводства.
Населення — 84 особи (2011).
У 1975-1998 роках село належало до Плоцького воєводства.

## Демографія
Демографічна структура станом на 31 березня 2011 року:
|          | Загалом | Допрацездатний вік | Працездатний вік | Постпрацездатний вік |
| -------- | ------- | ------------------ | ---------------- | -------------------- |
| Чоловіки | 42      | 9                  | 27               | 6                    |
| Жінки    | 42      | 7                  | 22               | 13                   |
| Разом    | 84      | 16                 | 49               | 19                   |